# Lorenz Hollenstein
Lorenz Hollenstein (* 1945 in Zug) ist ein Schweizer Archivar und Historiker. Er war von 2003 bis zu seiner Pensionierung 2009 Stiftsarchivar in St. Gallen.

## Leben
Lorenz Hollenstein wuchs in Zofingen und Bern auf. Dort besuchte er das Gymnasium Kirchenfeld. Dann studierte er Geschichte, Latein und Provinzialrömische Archäologie sowie Slawistik an der Universität Bern und schloss 1972 mit dem Lizenziat ab. Anschliessend war er als Gymnasiallehrer tätig. Von 1972 an unternahm er ausgedehnte Arbeitsreisen in Bulgarien und Rumänien im Rahmen des Nationalfonds-Projekts Die Meilensteine des Imperium Romanum der Universität Bern.
Ab 1981 war er im Stiftsarchiv St. Gallen tätig, zuerst als wissenschaftlicher Assistent, später als Stellvertreter des Stiftsarchivars und seit Anfang 2003 als Stiftsarchivar in der Nachfolge des 2002 verstorbenen Werner Vogler. Damit setzte er eine jahrhundertealte Tradition als Bewahrer des Archivs der ehemaligen Benediktinerabtei St. Gallen fort (Liste der Stiftsarchivare von St. Gallen). Es führt mit seinen ältesten Beständen zurück bis in die Gründungszeit des Klosters um das Jahr 719 und ist eines der ältesten Archive überhaupt. Dank seinen Lateinkenntnissen und der Editionserfahrung gewann er Vertrautheit mit diesem einzigartigen Quellenmaterial. Siegel waren eines seiner zentralen Forschungsgebiete. So verfasste er Publikationen zu den Siegeln der Abteien Pfäfers und St. Gallen. Auch mit der Geschichte der Fürstabtei St. Gallen in der Neuzeit und dem Untergang des Klosters St. Gallen befasste er sich eingehend. Er hat auch die Geschichte der Reliquien von Gallus und Otmar aufgearbeitet. Karl IV. (HRR), König von Böhmen, späterer römisch-deutscher Kaiser und Reliquiensammler, hatte diese Reliquien erworben und nach Prag gebracht.
Nach seiner Pensionierung als Stiftsarchivar setzte Hollenstein seine historischen Studien fort. So studierte er in Flawil im dortigen Gemeindearchiv die Offnung von Burgau, eine Rechtsordnung aus dem 15. Jahrhundert.

## Veröffentlichungen
- Publikationen von und über Lorenz Hollenstein im Katalog Helveticat der Schweizerischen Nationalbibliothek
- Der Liber Viventium von Pfäfers.  In: Terra Plana Heft 1, 2005, S. 3–6. Abgerufen am 19. Mai 2023.
- Autor Hollenstein Lorenz. Literature Database for the Middle Ages, opac.regesta-imperii.de. Abgerufen am 19. Mai 2023.

## Mitgliedschaften
- Comité de sigillographie des Conseil international des archives als Vertreter der Schweizer Archivare
- Mitglied der Arbeitsgruppe Geistliche Archive des Vereins Schweizerischer Archivarinnen und Archivare
- Teilnehmer der Konferenzen der Schweizerischen Stiftsbibliothekare
- Teilnehmer der Archivdirektorenkonferenz der Arbeitsgemeinschaft der Alpenländer[1]